# Landon Powell
Landon Reed Powell (Raleigh, 19 marzo 1982) è un ex giocatore di baseball statunitense.

## Minor League
Powell fu selezionato al primo giro del draft amatoriale del 2004 come 24a scelta assoluta dagli Oakland Athletics. Nello stesso anno giocò nella Northwest League A stagione breve con i Vancouver Canadians. Concluse con .237 di media battuta e 19 punti battuti a casa (RBI) in 38 partite. Nel 2006 passò nella California League singolo A avanzato con i Stockton Ports, finì con .264 di media battuta e 47 RBI in 90 partite, ottenendo 2 premi individuali. Poi passò nella Texas League doppio A con i Midland RockHounds finendo con .268 di media battuta e 4 RBI in 12 partite.
Nel 2007 con i RockHounds, chiuse con .292 di media battuta e 39 RBI in 60 partite, ottenendo un premio. Successivamente passò nella Pacific Coast League triplo A con i Sacramento River Cats, finendo con .294 di media battuta e 3 RBI in 4 partite. Nel 2008 con i RockHounds chiuse con .230 di media battuta e 53 RBI in 88 partite.
Nel 2010 ancora con i RockHounds giocò 14 partite finendo con .200 di media battuta e 2 RBI. Nel 2011 giocò con i RockHounds 12 partite finendo con .283 di media battuta e 5 RBI.
Nel 2012 giocò nella Pacific Coast League con gli Oklahoma City RedHawks finendo con .251 di media battuta e 38 RBI in 79 partite, ottenendo un premio.

## Major League

### Oakland Athletics (2009-2011)
Debuttò nella MLB l'11 aprile 2009 contro i Seattle Mariners, chiuse la stagione con .229 alla battuta e 30 RBI in 40 partite. Nel 2010 chiuse con .214 alla battuta e 11 RBI in 41 partite.
Nel 2011 finì con .171 alla battuta e 4 RBI in 36 partite.

### New York Mets (2013)
Il 18 gennaio 2013 firmò come free agent con i Mets.

## Numeri di maglia indossati
- n° 35 con gli Oakland Athletics (2009-2010)
- n° 11 con gli Athletics (2011).

## Vittorie e premi
- Mid-Season All-Star nella Pacific Coast League con gli Oklahoma City RedHawks (2012)
- Mid-Season All-Star nella Texas League con i Midland RockHounds (2007)
- Post-Season All-Star nella California League con gli Stockton Ports (2006)
- Mid-Season All-Star nella California League con i Port (2006)
- Rising Stars della Arizona Fall League con i Phoenix Desert Dogs (2006).